# Rasa de la Cabra
La Rasa de la Cabra és un torrent afluent per l'esquerra del Riu Negre que realitza tot el seu recorregut pel terme municipal de Clariana de Cardener, al Solsonès.

## Perfil del seu curs
| Recorregut (en m.) | Altitud (en m.) | Pendent |
| ------------------ | --------------- | ------- |
| 0                  | 689             | -       |
| 250                | 642             | 18,8%   |
| 500                | 597             | 18,0%   |
| 729                | 568             | 12,7%   |